# Picodynastornithes
Picodynastornithes là một nhánh chim bao gồm bộ Coraciiformes (bói cá và họ hàng) và Piciformes (gõ kiến và chim toucan). Nhóm này cũng có sự hỗ trợ hiện tại và lịch sử từ các nghiên cứu phân tử và hình thái học.